# سيباستيانو بينا
سيباستيانو بينا (بالإيطالية: Sebastiano Pinna)‏ هو لاعب كرة قدم ومدرب كرة قدم إيطالي في مركز الوسط، ولد في 9 أبريل 1971 في كالياري في إيطاليا. لعب مع نادي كالياري.